# Perochirus ateles
Perochirus ateles — вид геконоподібних ящірок родини геконових (Gekkonidae). Мешкає на островах Мікронезії.

## Поширення і екологія
Perochirus ateles поширені на Маріанських островах (зокрема на Гуамі, де наразі вважаються вимерлими), у Федеративних Штатах Мікронезії, де вони присутні приблизно на третині островів, зокрема на островах Яп, Чуук, Понпеї, Косрае і Капінгамарангі, а також в Японії, на островах Мінамі-Торісіма і Мінамі-Іводзіма. Вони живуть в тропічних лісах, що переважно складаються з кокосових пальм і хлібних дерев, зустрічаються на висоті до 200 м над рівнем моря, на деяких островах на висоті до 500 м над рівнем моря. 

## Збереження
МСОП класифікує цей вид як вразливий. Perochirus ateles загрожує конкуренція з інтродукованими геконами Hemidactylus frenatus, що призвело до значного скорочення їх популяції, особливо на Маріанських островах. На Гуамі цей вид, ймовірно, вимер, через хижацтво з боку інвазивних бурих бойг. Також Perochirus ateles загрожує хижацтво з боку інтродукованих кішок, щурів та інших хижих тварин, що, разом з конкуренцію з H. frenatus, призвело до ймовірного зникнення цого виду на острові Мінамі-Торісіма.